# Helviusok
A helviusok ókori gall néptörzs volt. A Rhône jobb partján, az Isara torkolatától délnyugatra éltek, fővárosuk Alba Augusta volt. Julius Caesar említi őket „De bello Gallico” (A gall háborúról) című munkájában. Híresek voltak bortermelésükről.